# Wasserkraftwerk Beuerberg
Das Wasserkraftwerk Beuerberg ist ein privates Laufwasserkraftwerk an der Loisach im Ortsteil Beuerberg der Gemeinde Eurasburg im oberbayerischen Landkreis Bad Tölz-Wolfratshausen.
Die frühere Wassermühle steht am Fuß des zum Kloster Beuerberg hinaufführenden Steilhangs neben dem 1832 gebauten und unter Denkmalschutz stehenden Gasthaus Zur Mühle. Ein Streichwehr sorgt für mehr Fallhöhe und als Umflut für die Regelung des Oberwasserpegels für das am linken Ufer liegende Kraftwerk. Der Untergraben ist weniger als hundert Meter lang. Aus dem Oberwasser des Wehrs wird etwa 150 Meter oberhalb der Mühle am rechten Ufer der Loisach der Loisach-Isar-Kanal ausgeleitet. Die nicht mehr für den ursprünglichen Betrieb benötigten Teile der Mühle sind von gewerblichen Unternehmen belegt. 
Das Kraftwerk in seiner seit 1980 bestehenden Form hat eine installierte Leistung von 388 kW. Die Regelarbeit pro Jahr beträgt ca. 1,6 GWh.